# El arrancacorazones
El arrancacorazones es una novela escrita por Boris Vian a mediados del siglo XX. Narra la historia de un psicoanalista que llega casualmente a una casa de campo en cercanías del mar y lentamente se introduce en las costumbres cotidianas de los dueños de casa y de los habitantes del poblado cercano.

En esta obra, Vian crea y describe situaciones con una cierta fantasía poética casi romántica, atravesada con naturalidad e ironía por elementos crueles o sórdidos. Los paisajes están descriptos en muchos casos con rasgos de lirismo que refuerzan por contraste el permanente absurdo y aún lo atroz. La obra se inscribe dentro de la corriente literaria surrealista, caracterizada por el humor y la sátira utilizados para evidenciar el sinsentido de los hábitos sociales aceptados.

## Sinopsis
La palabra "arrancacorazones" no aparece en ninguna parte del texto, aunque parece una alusión al psicólogo Jacquemort y su necesidad de absorber y apropiarse de las emociones —"arrancar los corazones"—, de las personas.

La novela se desarrolla en apartados, a modo de capítulos sin título, encabezados por una fecha. A partir de aproximadamente la mitad de la historia, las fechas comienzan a ser irreales (27 de junlio, 39 de junlio, 107 de abrosto, 348 de juliembre).

El argumento es una estructura simple que sirve como marco para la descripción de personajes y situaciones, que actúan como tramas menores dentro de la trama general.
Jacquemort es un psicoanalista en busca de pacientes a quienes psicoanalizar, con el objeto de llenar su propio vacío interior. Es la crítica al pensador existencialista, una sátira a quienes carecen de personalidad propia y buscan rellenar la falta de emociones y sentimientos analizando a otros.  El libro comienza con la llegada de este siniestro personaje a casa de Ángel y Clémentine.
Cuando el psicoanalista llega, la mujer está a punto de dar a luz a sus trillizos. Al momento de nacer, ella los llama "pequeñas larvas" y los rechaza, sin embargo conforme el tiempo va avanzando, Clémentine desarrolla una obsesión por sus hijos hasta convertirse en una madre sobreprotectora que no tolera la idea de perderlos o simplemente de que dejen de ser niños. Rechaza a Ángel y prácticamente le impide desarrollar un vínculo afectivo con los niños.
Jacquemort explora el pequeño pueblo y comienza a observar las diferentes costumbres: la feria de viejos, la explotación y maltrato infantil, la tortura de animales, y la fe como un artículo suntuario, entre otras.
En un arroyo próximo al pueblo navega lentamente una barca llamada "La Gloira", nombre por el cual se conoce al barquero, que ha perdido el suyo propio. El arroyo de extrañas aguas rojas actúa como sumidero de las maldades de los pobladores. Es el barquero —La Gloira—, quien las asume y procesa, liberando así a los culpables de los remordimientos y la vergüenza.

## Personajes principales
- Jacquemort, el psicoanalista
- Clémentine, madre de los trillizos
- Ángel, marido de Clémentine
- Noël, uno de los niños
- Joël, uno de los niños
- Citroën, el tercer niño "diferente"
- Culoblanco, la niñera de Clémentine
- La Gloira

## Influencias en la cinematografía
A pesar de que el libro no fue bien recibido a su lanzamiento porque fue llamado gamberro y satírico, hoy en día es una de las sátiras más populares y una gran joya para los amantes de lo absurdo.
Ha influenciado trabajos como Eterno Resplandor de una Mente sin Recuerdos, de Michel Gondry.  En esta película los personajes principales se llaman Joel y Clementine como homenaje al autor. Además. Gondry hizo una adaptación de otro de los libros de Boris Vian, La espuma de los días.